# Ямполь (Сумская область)
Я́мполь (укр. Ямпіль) — посёлок городского типа в Ямпольской поселковой общине Шосткинского района Сумской области Украины.
Является административным центром Ямпольской поселковой общины, в которую, кроме того, входят сёла Диброва, Ивотка, Имшана, Ольгино, Прудище, Ростов, посёлки Неплюево и Привокзальное.

## Географическое положение
Посёлок городского типа Ямполь находится на левом берегу реки Ивотка, по посёлку протекает небольшая речушка Петушок.
Через посёлок проходят автомобильная дорога Т-1915 и железная дорога, станция Ивотка.

## Происхождение названия
Существуют 2 версии происхождения названия Янполь (позже Ямполь). Первое предположение — название произошло от имени хозяина земель Яна Сердюцкого (XVII век). Вторая — от двух слов: понятия «ям», означающего в переводе с тюркского языка ‛поселение, где приезжие могли сменить лошадей’, а также корня «полис», обозначающего в греческом языке город.

## История
Местность, на которой расположен Ямполь, была заселена с древнейших времён. Об этом свидетельствует обнаруженное здесь поселение позднего неолита (III тысячелетие до н. э.)
В начале XVII века поселение называлось Клин. Оно принадлежало польским феодалам Песочинским и входило в Новгород-Северский уезд Черниговского воеводства. После воссоединения Украины с Россией в 1654 году Клин стал ранговым владением украинских гетманов. В 1674 году гетман Самойлович отдал село полковнику Иванее. После отстранения Самойловича Ямполь перешёл во владение к Ивану Мазепе. После измены Мазепы Пётр І отдал Ямполь Александру Меньшикову, а в 1764 году Екатерина II, после упразднения гетманской системы, пожаловала его И. Неплюеву — действительному тайному советнику.
В начале XVIII века в Ямполе работал небольшой фаянсовый завод.
В 1836 году И. Неплюев построил бумажную фабрику.
Летом 1892 года посёлок был охвачен пожаром, в результате которого сгорели рыночная площадь, центральный жилой массив и склады с товарами.
С 1923 года Ямполь — село сначала Новгород-Северского, потом Глуховского, а позже — Конотопского районов, с февраля по октябрь 1933 года — Киевской, с октября 1933 — Черниговской области.
С 1935 по 1939 годы — райцентр (Ямпольский район) Черниговской, с 1939 года — Сумской областей.
Годы Великой Отечественной войны стали тяжёлым испытанием для ямпольчан. В 1941 году велись оборонительные бои за посёлок, в ходе которых участвовали 143-я, 298-я стрелковые; 21-я, 52-я, 55-я кавалерийские дивизии; 141-я танковая бригада 13-й армии Брянского фронта. На территории Ямполя действовали немецкая комендатура и гестапо. Подпольную борьбу с оккупантами вёл партизанский отряд «За Родину». Командир отряда — С. М. Гнибеда, начальник штаба — И. Г. Макаренко, комиссар — Д. Д. Красняк. За время боевой жизни на базе партизанского отряда было создано 5 новых отрядов, 2 группы, более 700 человек научилось партизанскому искусству. 50 раз партизаны громили вражеские гарнизоны, пустили под откос 7 эшелонов, подорвали 12 шоссейных и железнодорожных мостов, уничтожили сотни захватчиков.
Посёлок был освобождён 2 сентября 1943 года силами 75-й гвардейской стрелковой дивизии.
В 1956 году селу присвоен статус посёлок городского типа.
В 1962—1966 годах — посёлок Середино-Будского и Шосткинского районов Сумской области.
С 8 декабря 1966 года по 19 июля 2020 года— районный центр Сумской области.
В мае 1995 года Кабинет министров Украины утвердил решение о приватизации находившихся здесь механического завода, райсельхозтехники, райсельхозхимии и ПМК-189, в июле 1995 года было утверждено решение о приватизации льнозавода и птицеводческого совхоза «Ямпольский».
С 1997 года посёлок частично газифицирован.
В июне 2011 года было возбуждено дело о банкротстве механического завода.

### Население
| 1859  | 1885  | 1897  | 1959  | 1989  | 2001  | 2009  | 2011  | 2013  |
| ----- | ----- | ----- | ----- | ----- | ----- | ----- | ----- | ----- |
| 3 327 | 3 071 | 4 534 | 4 881 | 5 887 | 5 178 | 4 715 | 4 695 | 4 697 |

## Экономика
Промышленность представлена ООО «ЯМЗ», арендным предприятием «Ямпольский молокозавод», ПП «Ямпольский агролесхоз», ООО «Агропромсервис». Открыто отделение «Ощадбанка».

## Объекты социальной сферы
В Ямполе действуют две общеобразовательные школы, два детских сада, больница, дом культуры, центральная районная библиотека, детская библиотека, детская музыкальная школа, Центр детского и юношеского творчества, клуб карате-до «Легион» (WKF).

## Религия
В Ямполе — два православных храма: Свято-Георгиевский и Спасо-Преображенский, открыт в 2001 году (архитектор В. Быков). Также в Ямполе есть три протестантских церкви: церковь христиан веры евангельской (пятидесятников) «Надежда», церковь евангельских христиан-баптистов и церковь адвентистов седьмого дня.
- Священнослужители Георгиевской церкви[15]:
  - 1888 — священник Николай Самбурский,
  - 1898 — священник Николай Чернышёв;
- Священнослужители Преображенской церкви:
  - 1888—1903 — священник Иван Юркевич,
  - 1903 — священник Константин Неаполитанский.

## Достопримечательности
Ботанический сад местного значения «Ямпольский», который насчитывает около 2,5 тысяч видов растений и известен далеко за пределами области. На территории сада с разнообразными растениями, цветами, беседками отдыхают гости и жители посёлка. В саду находится мини зоопарк.

## Известные люди
- Пётр Андрианович Костюченко (1901—1943) — лауреат премии В. Докучаева, автор книги «Почвы Украины».
- Дарья Гавриловна Кудлай (род. 1907—1995) — биолог, доктор микробиологических наук, профессор, автор 135 научных работ, нескольких монографий.
- Ирина Дмитриевна Марченко (1909—1978) — историк, научный сотрудник Государственного музея изобразительного искусства имени А. С. Пушкина.